# Вохидов, Турсунбай
Турсунбай Вохидов (тадж. Турсунбой Воҳидов; 14 июля 1934 года, посёлок Гулакандоз, Пролетарский район, Таджикская ССР — 24 января 2007 года, посёлок Гулакандоз, Джаббар-Расуловский район, Таджикистан) — механизатор колхоза имени Ленина Пролетарского района Ленинабадской области, Таджикская ССР. Герой Социалистического Труда (1978).

## Биография
С 1950 года трудился механизатором в колхозе имени В. И. Ленина Пролетарского района.
В 1976—1977 годах сдал государству в среднем от 270—346 тонн хлопка, в результате чего досрочно выполнил личные социалистические обязательства и плановые производственные задания Десятой пятилетки (1976—1980) по уборке хлопка. Указом Президиума Верховного Совета СССР от 20 февраля 1978 года «за особо выдающиеся успехи, достигнутые во Всесоюзном социалистическом соревновании, проявленную трудовую доблесть в выполнении планов и социалистических обязательств по увеличению производства и продажи государству хлопка и других продуктов земледелия в 1977 году» удостоен звания Героя Социалистического Труда с вручением ордена Ленина и золотой медали «Серп и Молот».
В 1987 году вышел на пенсию. Проживал в родном посёлке Гулакандоз, где скончался в январе 2007 года.
Награды
- Герой Социалистического Труда
- Орден Ленина — дважды
- Почётная грамота Президиума Верховного Совета Таджикской ССР